# Ange Rumpler
Ángel  Rumpler fue un cronista y religioso de Alemania nacido en 1462 y fallecido en 1513.

## Biografía
Rumpler nació cerca de Münich, y fue para la poesía latina púpilo de Conrad Celtis, escritor que en sus obras se encuentran investigaciones curiosas, cuyas obras son aun buscadas por los amantes de la poesía latina.
En 1480, Rumpler abraza la vida monástica en el convento de Formbach donde fue nombrado abad en 1501, y sus versos están perdidos o restan inéditos, mas dejó una "Historia del monasterio de Formbach" que se halla en "Thesaurus anecdotorum novissimus", 1721-1729, 6 vols., de Bernard Pez (1683-1735), erudito benedictino, quien abrazó la vida religiosa en el monasterio de Moelck, y tras terminar filosofía y teología se dedicó a la historia literaria de su Orden, visitando las  bibliotecas y los archivos de las casas de su Orden,   y una "Crónica de Bavaria" que se halla comprendida en el tomo I de "Scriptores Boiei", de Andre-Felix  Oefels o "Evelius" (1706-1780), quien estudió  en Ingolstadt y Louvain, secretario del príncipe Clemente, y fue también conservador en jefe de la biblioteca electoral, y fue miembro de la Academia de Münich,  que pueda servir a los historiadores deseosos de desembrollar el caos de los anales de Alemania meridional (Otras obras de Bernard Pez, las siguientes: "De irruptione bavarica in Tytolin anno 1703 a Gallis et Bavaria facta", Viena,1709,in-12º; "Bibliotheca Benedictino-Mariana...", 1716; "Bibliotheca ascetica antiquo-nova,...", Ratisbona, 1723-40, 12 vols.; otras obras de Andre-Felix Oefels,las siguientes: "Rerum Boicarum scriptores", Augsburgo,1763, 2 vols.; "De eruditis caecis et mentis captis"; "Niceroriana") 

## Obras
- Poesía latina
- Historia del monasterio de Formbach
- Chronicon de ducibus Bavariae